# Alois Beer
Alois Beer (Budimpešta, 4. lipnja 1840. - Klagenfurt, 19. prosinca 1916.), austrijski c. i k. dvorski i mornarički fotograf.

## Znamenitosti
- U periodu 1885. – 1890. izdao niz razglednica Praga.[1]
- U svom studiju u Klagenfurtu poučavao je u periodu 1892. – 1896. svojega nećaka koji je kasnije postao poznati karikaturist i ilustrator Alfred Kubin.

## Djelo
- Revers atelijerske fotografije.
- Cesarska garda 1900. godine.
- Na palubi SMS Tegetthoffa.
- Villach 1898. godine.
- Kinematograf u Prateru 1900. godine.

## Više informacija
- Austrougarska ratna mornarica

## Vanjske poveznice
- [neaktivna poveznica]